# Ryne Sanborn
Ryne Andrew Sanborn (Salt Lake City, Utah; 3 de febrero de 1989) es un actor estadounidense. Sus inicios profesionales en la actuación datan de 1997 y obtuvo popularidad con el papel de Jason Cross en la trilogía High School Musical.

## Biografía

### Primeros años
Hijo de Florencia y Jeff Sanborn. Ryne tiene una hermana de nombre Danielle y un par de mascotas, un husky siberiano llamado Maya y un golden retriever llamado Lexus.
Ha hecho de modelo desde que tenía dos años de edad y se inició en la actuación, aunque aún no de modo profesional, a los siete años. Su pasión en la vida es el hockey sobre hielo. Actualmente juega en la National Hockey League a través de los Estados Unidos por diversas Caridades. También le gusta esquiar en el cañón Brighton y las pistas de esquí en Utah. En 2007 se graduó del Taylorville High School. Actualmente reside en Taylorsville, Utah.

### Carrera de actor
El trabajo profesional de Sanborn como actor se inició con la cinta Not in This Town, filmada para la televisión. Desde ese momento ha participado en distintas producciones televisivas, como High School Musical. Después de la tercera parte de estas películas no ha vuelto a participar en ninguna actuación. Actualmente trabaja como gerente en ventas en American Express en West Valley City.

## Filmografía

### Cine
| Año  | Título                     | Personaje     |
| ---- | -------------------------- | ------------- |
| 2011 | La casa de cera 2          | Regge Estebel |
| 2008 | High School Musical 3      | Jason Cross   |
| 2008 | The Adventures of Food Boy | Mike          |
| 2007 | High School Musical 2      | Jason Cross   |
| 2006 | High School Musical        | Jason Cross   |

### Televisión
| Año  | Título                                  | Personaje          | Notas                                |
| ---- | --------------------------------------- | ------------------ | ------------------------------------ |
| 2007 | Walt Disney World Christmas Day Parade  | Él mismo           |                                      |
| 2007 | High School Musical 2: Rehearsal Cam    | Él mismo           |                                      |
| 2007 | American Music Awards                   | Él mismo           |                                      |
| 2007 | High School Musical 2 Dance-Along       | Él mismo           |                                      |
| 2007 | Teen Choice Awards                      | Él mismo           |                                      |
| 2003 | Everwood                                | Colin Hart (joven) | 1 episodio:The Miracle of Everwood   |
| 2002 | Juegos Olímpicos de Salt Lake City 2002 | Child of Light     | Participación en evento inaugural    |
| 1998 | Touched by an Angel                     | Jimmy              | 1 episodio:The Wind Beneath My Wings |
| 1997 | Not in This Town                        | Stephen            |                                      |